# NHL Heritage Classic 2011
L'NHL Heritage Classic 2011 è stata una partita disputata all'aperto nel corso della stagione regolare 2010-2011 della National Hockey League, parte della serie di partite di hockey su ghiaccio giocate all'aperto dalla NHL conosciute come Heritage Classic. La partita si disputò il 20 febbraio 2011 al BC Place di Calgary e vide di fronte i Montreal Canadiens contro la squadra di casa dei Calgary Flames.

## Referto
| | Montreal Canadiens | – | Calgary Flames |  |
| \| \| \| \| \| \| Marcatori \| 08:09 (PP) 34:46 Bourque 32:44 (SH) Babchuk 50:53 (PP) Tanguay \| \| Subban 06:11 (Sgambetto) Gill 06:44 (Sgambetto) Hamrlik 20:45 (Bastone alto) 48:58 (Aggancio) \| Penalità \| 30:59 (Ostruzione) Bouwmeester \| \| 31 - Carey Price - 11 - Scott Gomez - 13 - Michael Cammalleri - 14 - Tomáš Plekanec - 15 - Jeff Halpern - 20 - James Wisniewski - C - 21 - Brian Gionta - 22 - Paul Mara - 32 - Travis Moen - 44 - Roman Hamrlík - 46 - Andrei Kostitsyn - 53 - Ryan White - 57 - Benoit Pouliot - 58 - David Desharnais - 67 - Max Pacioretty - 68 - Yannick Weber - 75 - Hal Gill - 76 - P.K. Subban - 81 - Lars Eller - 35 - Alex Auld \| Formazioni \| Miikka Kiprusoff - 34 - Jay Bouwmeester - 4 - Mark Giordano - 5 - Cory Sarich - 6 - Brendan Morrison - 8 - Niklas Hagman - 10 - Mikael Backlund - 11 - Jarome Iginla - 12 - C - Olli Jokinen - 13 - Tim Jackman - 15 - Tom Kostopoulos - 16 - René Bourque - 17 - Matt Stajan - 18 - Curtis Glencross - 20 - David Moss - 25 - Steve Staios - 27 - Robyn Regehr - 28 - Anton Babchuk - 33 - Alex Tanguay - 40 - Henrik Karlsson - 35 \| \| Jacques Martin \| Allenatori \| Brent Sutter \| |                    | |                |  |
| |                    | |                |  |
| | Marcatori          | 08:09 (PP) 34:46 Bourque 32:44 (SH) Babchuk 50:53 (PP) Tanguay |                |  |
| Subban 06:11 (Sgambetto) Gill 06:44 (Sgambetto) Hamrlik 20:45 (Bastone alto) 48:58 (Aggancio) | Penalità           | 30:59 (Ostruzione) Bouwmeester |                |  |
| 31 - Carey Price - 11 - Scott Gomez - 13 - Michael Cammalleri - 14 - Tomáš Plekanec - 15 - Jeff Halpern - 20 - James Wisniewski - C - 21 - Brian Gionta - 22 - Paul Mara - 32 - Travis Moen - 44 - Roman Hamrlík - 46 - Andrei Kostitsyn - 53 - Ryan White - 57 - Benoit Pouliot - 58 - David Desharnais - 67 - Max Pacioretty - 68 - Yannick Weber - 75 - Hal Gill - 76 - P.K. Subban - 81 - Lars Eller - 35 - Alex Auld | Formazioni         | Miikka Kiprusoff - 34 - Jay Bouwmeester - 4 - Mark Giordano - 5 - Cory Sarich - 6 - Brendan Morrison - 8 - Niklas Hagman - 10 - Mikael Backlund - 11 - Jarome Iginla - 12 - C - Olli Jokinen - 13 - Tim Jackman - 15 - Tom Kostopoulos - 16 - René Bourque - 17 - Matt Stajan - 18 - Curtis Glencross - 20 - David Moss - 25 - Steve Staios - 27 - Robyn Regehr - 28 - Anton Babchuk - 33 - Alex Tanguay - 40 - Henrik Karlsson - 35 |                |  |
| Jacques Martin | Allenatori         | Brent Sutter |                |  |